# Miranda Frost
Miranda Frost è un personaggio immaginario della serie cinematografica di James Bond.
Agente doppiogiochista dell'MI6 è una Bond girl, nemica del protagonista James Bond nel film La morte può attendere (2002).
Il personaggio è in parte ispirato a Gala Brand, la Bond Girl del secondo romanzo di Ian Fleming, Moonraker: il grande slam della morte.

## Caratteristiche
(Miranda Frost a M)
Come il suo stesso cognome suggerisce Miranda è una donna fredda che non si lascia certo prendere dalle emozioni respingendo le numerose avance dei suoi colleghi e mostrando una certa freddezza (almeno inizialmente) nei confronti di James Bond.
(Miranda a Bond)
Miranda è l'assistente personale del malvagio Gustav Graves nonché agente dell'MI6 doppiogiochista che fa catturare Bond in Corea del Nord.
Miranda è anche una giovane promessa di scherma; per averla infiltrata nell'MI6, Graves fece risultare un'overdose a un'atleta olimpica che in una competizione arrivò prima di lei, facendole quindi aggiudicare il podio.

## Storia del personaggio
Il capo dell'MI6, M, incarica una sua agente sotto copertura, Miranda Frost, di tenere sotto stretta sorveglianza James Bond che si trova in missione in Corea del Nord per uccidere il colonnello Tan-Sun Moon, un ufficiale corrotto che acquista diamanti (i conflict diamonds) vendendo in cambio armi ai terroristi.
La missione di Bond si conclude apparentemente con la morte di Moon ma Bond viene segretamente tradito da Miranda che lo consegna ai nordcoreani. Quando finalmente viene liberato, Bond viene considerato dai servizi segreti il traditore che ha rivelato informazioni segrete al nemico. Deciso a vendicarsi, Bond comincia ad indagare per proprio conto seguendo una pista che porta al misterioso ed eccentrico milionario Gustav Graves (dietro il quale si cela in realtà il colonnello Moon, sopravvissuto allo scontro con 007). Nelle sue indagini Bond ritrova Miranda, divenuta nel frattempo l'assistente personale di Graves.
Durante il party al castello di ghiaccio, usato da Graves per i suoi nefasti scopi, Miranda seduce Bond mostrando di stare dalla sua parte ma tuttavia lo tradirà ancora rivelandogli di essere sempre stata in realtà dalla parte di Graves. Miranda catturerà anche la collaboratrice di Bond, l'agente della NSA, Giacinta Johnson e la rinchiude nel palazzo di ghiaccio ormai prossimo alla distruzione.
Alla fine Bond riuscirà a salvare Giacinta Johnson ed entrambi lotteranno contro Graves e Miranda che si trovano su un aereo che sorvola le zone distrutte della Corea del Sud.
Giacinta ucciderà Miranda dopo un mortale duello a colpi di spada mentre Bond riuscirà a sconfiggere Graves.
(Miranda Frost viene uccisa da Giacinta Johnson)

## Accoglienza
Per l'interpretazione di Miranda Frost Rosamund Pike vince il premio miglior debutto del 2002.